# Johannes Reinelt

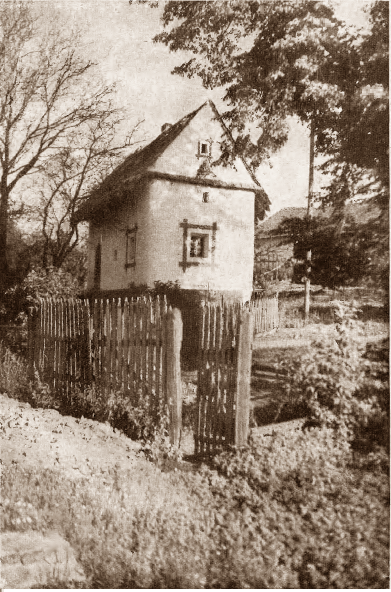
Dom rodzinny pisarza w Gołuszowicach

Johannes Reinelt, znany pod pseudonimem Philo vom Walde po polsku "Filozof z lasu" (ur. 5 sierpnia 1858 w Gołuszowicach, zm. 16 stycznia 1906 we Wrocławiu) – był niemieckim pisarzem, poetą i nauczycielem, ale przede wszystkim był jednym z najwybitniejszych twórców poezji w dialekcie śląskim II polowy XIX w. na Górnym Śląsku.